# António Augusto da Silva Cardoso

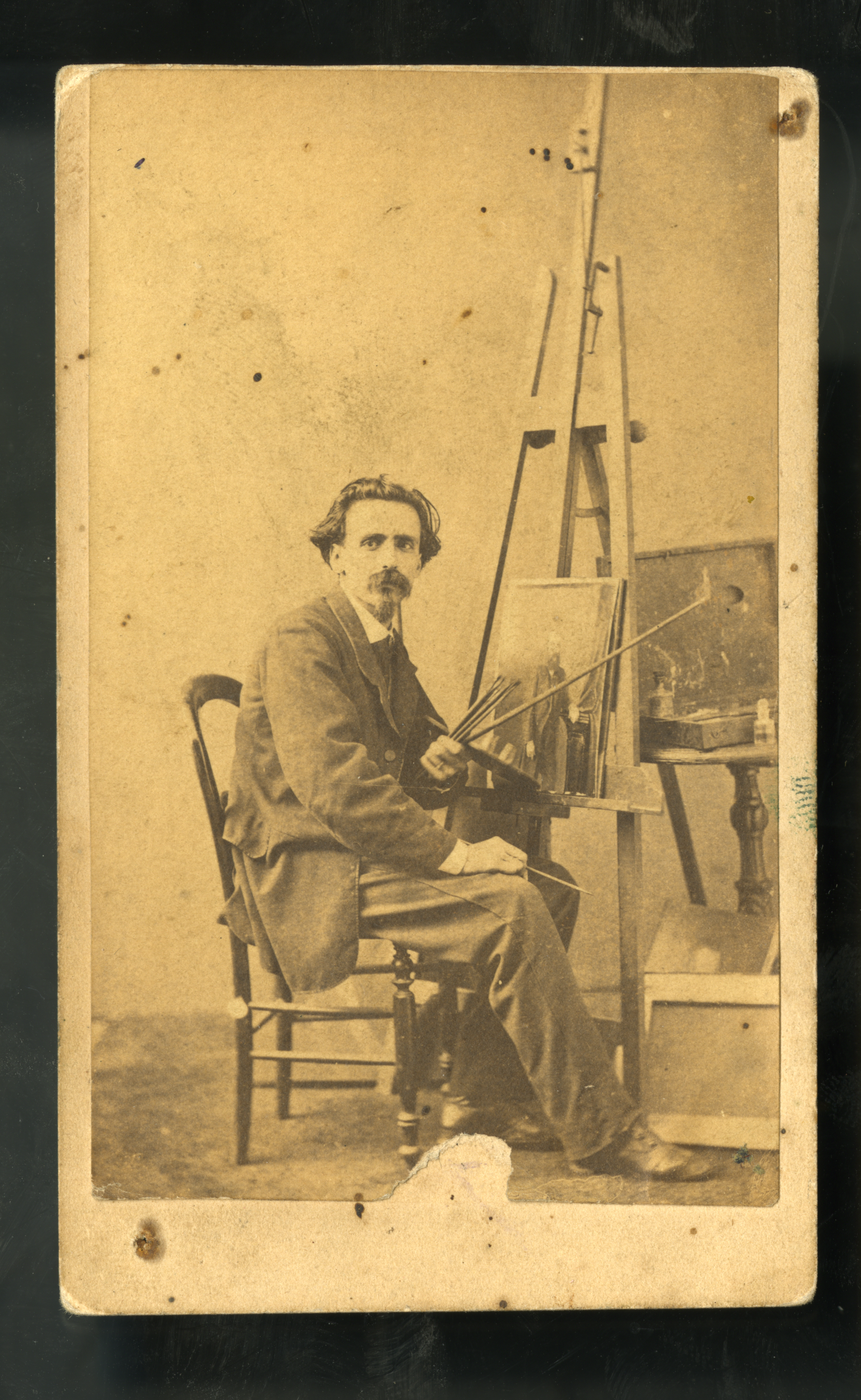

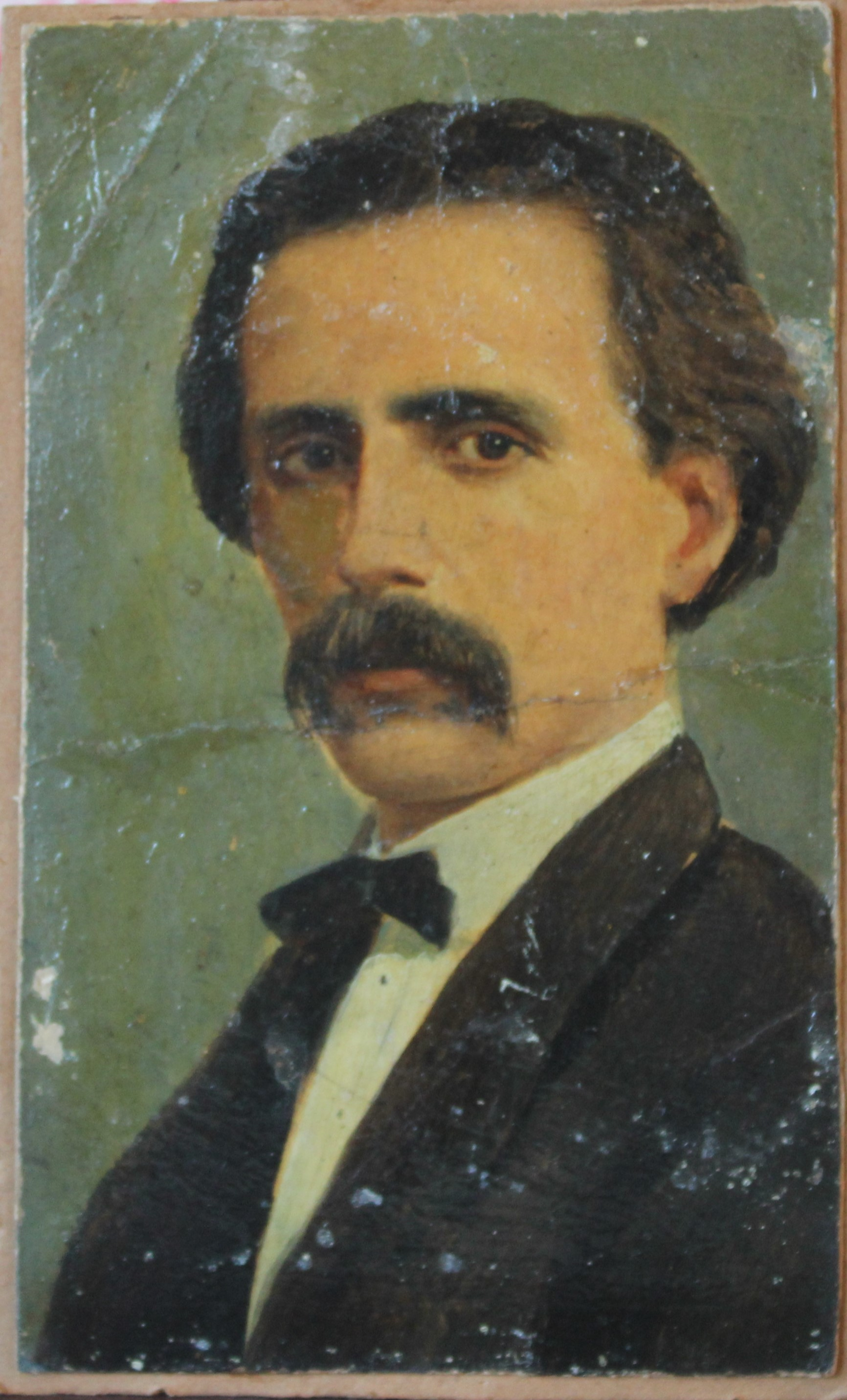
António Augusto da Silva Cardoso (1831-1893)

António Augusto da Silva Cardoso (Guimarães, 21 de janeiro de 1831 — Guimarães, 27 de maio de 1893), foi um pintor-retratista português.

## Biografia
Parte em 1848, com 17 anos, para o Brasil para trabalhar no comércio. Revelando desde criança, naturais aptidões para o desenho e a gravura, inicia-se nas artes da litografia e da fotografia com um litógrafo francês estabelecido no Rio de Janeiro, atividade que passa a ser o seu sustento. Em 1858 é inaugurado o Liceu de Artes e Officio e AASC é admitido na 1ª aula que abriu nesta escola norturno, «Aula de desenho de figura, paisagem  e ornamentais». Posteriormente matriculou-se na Academia Imperial de Belas-Artes, que após alguns anos conclui com distinção recebendo em 1860, como aluno, na 14ª Exposição Geral de Belas Artes da Academia, uma medalha de prata, como prémio  de 3 trabalhos ali apresentados, entre eles, O Alcoólico e O Tempo.
Regressa a Guimarães em Novembro 1865, iniciando de imediato a sua atividade de Pintor-retratista, completando-a com a profissão de fotógrafo profissional, abrindo o primeiro atelier fotográfico, com carácter permanente na cidade de Guimarães: A fotografia Cardozo que funcionará até finais do séc. XIX e foi a principal referência da Cidade. Foi dos primeiros fotógrafos que trabalharam a fotografia em esmalte em Portugal.
Em diversas casas abastadas ou aristocráticas de Guimarães, e em algumas galerias de Ordens ou casas de beneficência da mesma cidade, existem retratos a óleo de sua autoria. Destaque para os retratos de dama das Condessas de Vila Pouca e do Rei D. Carlos, este na galeria dos benfeitores da Irmandade de S. Francisco. É notável uma sua cópia de S. Paulo, existente na igreja de S. Pedro de Guimarães.
Era sócio da Sociedade Martins Sarmento, de Guimarães, desde a sua fundação, e quando aquela Sociedade fundou um Instituto de Instrução Primária e Secundária, propôs e redigiu as bases de um curso de desenho profissional, de cuja regência foi incumbido. Devotou-se carinhosa e gratuitamente a essa missão, chegando até oferecer aos seus discípulos pobres os compêndios de desenho que necessitavam.
Com a criação da Escola Industrial em Guimarães em 1884, é nomeado o pintor Cardoso como professor de Desenho dessa Escola. Durante o primeiro ano de funcionamento, será o único professor, Diretor e porteiro dos cerca 145 alunos que frequentaram a Escola Industrial Francisco de Holanda de Guimarães.

Faleceu em 1893, vítima de um aneurisma, deixando 6 filhos, entre eles o pintor Abel Cardozo e o arqueólogo Mário Cardozo.